# Francesco Donati
Francesco Donati (Seravezza, 16 marzo 1821 – Seravezza, 5 luglio 1877) è stato un religioso, poeta e critico letterario italiano. Amico intimo del Carducci, fu maestro di Giovanni Pascoli.

## Biografia
Figlio di Francesco e Carlotta Canci, nacque il 16 marzo 1821 in località Marcaccio, a Seravezza. Crebbe con la madre, perché il padre morì durante la gravidanza, lasciando la famiglia in preda alle ristrettezze economiche. Studiò presso gli Scolopi a Pietrasanta e a Firenze, costruendosi un'ottima conoscenza nel campo delle scienze e delle lettere. Fu ordinato sacerdote calasanziano nel 1846. Rimasto a Firenze, insegnò matematiche alle Scuole Pie di san Giovannino degli Scolopi, corrispondenti all'attuale Liceo Galilei.
Nel 1854 strinse amicizia con Giosuè Carducci, che era stato studente dell'istituto dal 1849 al 1852 e lo aveva avuto in commissione d'esame il 23 agosto 1852, anche se non lo ebbe come insegnante. Il rapporto fu molto intenso, e proseguì fino alla morte del sacerdote. Furono le tornate accademiche del '53 e del '54, tenutesi presso le Scuole Pie, a far conoscere al maestro le doti poetiche di Giosuè, e a svelare una comune predilezione per i classici, per lo Stilnovo e per la lingua del Trecento toscano.

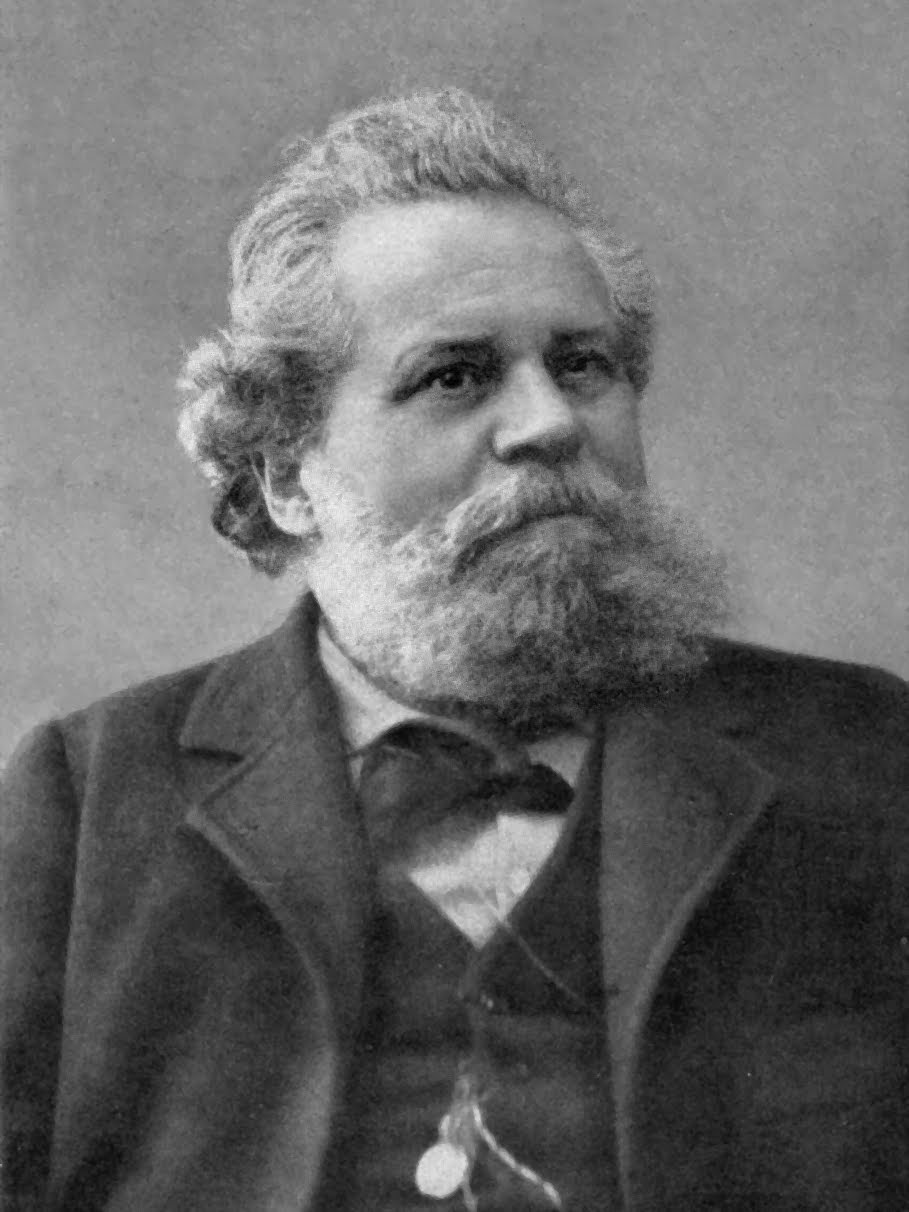
Giosuè Carducci

Era in Versilia quando l'epidemia di colera invase la Toscana nel 1854. Si prodigò negli aiuti alla popolazione, e l'esperienza gli diede spunto per la sua ballata più famosa, l'Orfanella (1855).
Nelle lettere carducciane del 1855 Donati è già il «caro Cecco», maestro di vita cui si rivolge col «tu» confidenziale, inviandogli le proprie composizioni per averne un consiglio. Come talvolta avveniva a quei tempi, Donati era versato tanto nelle scienze quanto nella letteratura, di cui era un profondo conoscitore. Dopo i primi anni d'insegnamento, fu esclusivamente professore di lettere, e nel febbraio 1856 si segnalò anche come poeta con la canzone A Enrico Pazzi quando scolpiva il busto del Parini, molto apprezzata dall'incipiente sodalizio degli Amici pedanti.
Tra il 1857 e il 1859 insegnò a Pietrasanta, e strinse un forte legame con Giuseppe Chiarini e Ottaviano Targioni Tozzetti, tanto che gli incontri che questi solevano fare discutendo vivacemente di letteratura e leggendo classici latini si tenevano talvolta nella cella del frate, alla presenza anche del Carducci, che in questo contesto lo soprannominò affettuosamente Padre Consagrata, stesso pseudonimo affibbiato nel XVI secolo a Giovanni Mazzuoli dall'Aretino e dal Lasca.
Fu in questo periodo che compose sonetti, canzoni e soprattutto ballate di notevole delicatezza poetica. Quando gli Amici decisero di fondare il Poliziano, rivista che doveva occuparsi esclusivamente di letteratura, insistettero perché Donati, restio a licenziare testi per la pubblicazione, si occupasse della sezione filologica. Donati diede una mano alla creazione del giornale, raccogliendo firme illustri, ma quando uscì il primo numero il primo giorno del 1859, non erano presenti suoi contributi.
Molte furono allora le missive di Pietro Dazzi e Chiarini, e il 22 gennaio anche Carducci gli chiedeva di concedere la sua collaborazione:
Licenziò quindi per il terzo, quarto e sesto numero degli scritti sull'origine dei vocaboli versiliesi, che saranno pubblicati col titolo Saggio di un glossario etimologico di voci proprie della Versilia. Il Poliziano chiuse i battenti in giugno a causa dei fermenti politici che agitavano la città.
Il padre continuò a insegnare; nel 1863 a Empoli, nel 1864-65 a Siena presso il Convitto Tolomei e soprattutto, dal 1865 al 1872, ad Urbino, dove ebbe come allievi Giovanni Pascoli e Rodolfo Renier. Fu lui a far conoscere la poesia di Carducci al Pascoli. I discenti conservavano un ricordo forte del maestro, severo e rigoroso quanto appassionato, e capace di ipnotizzare l'uditorio quando cominciava a spiegare Dante. Pascoli soleva sempre ripetere a chi gli era stato compagno di collegio: «Se so il latino, lo devo ai primi insegnamenti dei Padri Scolopi di Urbino». Scrisse, inoltre, che nessuno come Donati somigliava al Carducci nel temperamento e nella dottrina.
Nel 1873 fu a Imola, dopo di che fece ritorno nel paese natale, dove, stanco e malato, salutò il 17 giugno per l'ultima volta Carducci e Chiarini che non lo vedevano né sentivano dal 1871 e che avevano colto l'occasione di impegni didattici del primo al liceo di Massa. Si spense a Seravezza il 5 luglio 1877.

## Critica e opere
Dopo la morte Donati cadde nell'oblio finché nel 1918 Achille Pellizzari ne riordinò le lettere, dando vita a un volume in cui cercò di raccogliere tutti gli articoli che il frate scrisse per giornali e riviste. Premise al volume uno scritto che Renier aveva fatto comparire sul Fanfulla della domenica e allegò all'opera anche la ballata Orfanella. Per rendere giustizia al personaggio che continuava ad essere trascurato dai biografi carducciani, Emilio Pasquini gli dedicò nel 1935 una monografia.
Le sestine in endecasillabi dell'Orfanella raccontano con leggerezza e commozione la disgrazia abbattutasi su una bambina durante l'epidemia di colera: echi della poesia petrarchesca si fondono con un lessico spontaneo e naturale, certamente non immemore della lezione leopardiana.
Tra le opere di Donati figurano inoltre Della maniera di interpretare le pitture ne' vasi fittili antichi (1861) e il saggio Della poesia popolare scritta (1862).
Carducci gli dedicò il sonetto «O padre Consagrata, io ti vo' fare», la poesia Ultimo inganno nell'edizione samminiatese delle Rime (1857) e la raccolta delle Rime di M.Cino e degli altri poeti del secolo XIV. Nel 1865 Donati collaborò alla Rivista italiana diretta da Chiarini, e in quegli anni questioni di lingua e di etimologia (greca e latina) gli venivano sottoposte, tra gli altri, da Niccolò Tommaseo.